# Nederlandse kampioenschappen schaatsen sprint mannen
Het Nederlands kampioenschap sprint (meestal afgekort tot NK sprint) is een jaarlijks gehouden schaatskampioenschap dat onder auspiciën van de Koninklijke Nederlandsche Schaatsenrijders Bond over de sprintvierkamp (2x 500, 2x 1000 meter) wordt verreden. De eerste editie voor de mannen werd gehouden in 1970, nadat in 1969 tijdens de Nederlandse kampioenschappen schaatsen allround 1969 een tweekamp op de 500 meter voor specifiek sprinters was georganiseerd. Van 1970-1982 werd de NK sprint telkens tegelijkertijd met allroundkampioenschappen georganiseerd. Sinds 1983 rijden ook de vrouwen een NK sprint, beide kampioenschappen vormen sindsdien een gezamenlijk evenement, separaat van de allroundkampioenschappen, uitzonderingen zijn de seizoenen 1987, 1988, 1990, 1992, 1994, 2001, 2011 en 2014 toen ze samen met de allroundkampioenschappen in het zelfde (lang-)weekend plaatsvonden. Vanaf 2016 vinden ze standaard tegelijkertijd met de allroundkampioenschappen plaats, uitzondering hierop is 2021 (coronajaar).
De NK sprint vindt afwisselend plaats in de maanden december, januari en februari en bij uitzondering in maart. Het toernooi wordt meestal gebruikt als kwalificatietoernooi voor het WK sprint. Startbewijzen voor het NK sprint kunnen onder andere via de Utrecht City Bokaal en de VPZ Sprintcup worden verdiend.

## Podia eindklassement
| Jaar                            | Plaats                          | Goud                            | Zilver                          | Brons                           |
| Tweekamp over 500 m (officieus) | Tweekamp over 500 m (officieus) | Tweekamp over 500 m (officieus) | Tweekamp over 500 m (officieus) | Tweekamp over 500 m (officieus) |
| ------------------------------- | ------------------------------- | ------------------------------- | ------------------------------- | ------------------------------- |
| 1969                            | Heerenveen                      | Frits Bartling                  | Jan Bazen                       | Marten Hoekstra                 |
| Sprintvierkamp                  |                                 |                                 |                                 |                                 |
| 1970                            | Deventer                        | Jan Bazen                       | Marten Hoekstra                 | Jos Valentijn                   |
| 1971                            | Amsterdam                       | Jan Bazen                       | Marten Hoekstra                 | Eppie Bleeker                   |
| 1972                            | Deventer                        | Jan Bazen                       | Marten Hoekstra                 | Anne Brouwer                    |
| 1973                            | Heerenveen                      | Jos Valentijn                   | Jan Bazen                       | Eppie Bleeker                   |
| 1974                            | Assen                           | Eppie Bleeker                   | Jan Bazen                       | Johnny Olof                     |
| 1975                            | Assen                           | Eppie Bleeker                   | Jos Valentijn                   | Jan Bazen                       |
| 1976                            | Groningen                       | Jos Valentijn                   | Piet de Boer                    | Jan Bazen                       |
| 1977                            | Assen                           | Jos Valentijn                   | Sies Uilkema                    | Eppie Bleeker                   |
| 1978                            | Eindhoven                       | Miel Govaert                    | Jos Valentijn                   | Lieuwe de Boer                  |
| 1979                            | Heerenveen                      | Miel Govaert                    | Lieuwe de Boer                  | Jan van de Roemer               |
| 1980                            | Den Haag                        | Jan van de Roemer               | Lieuwe de Boer                  | Bert de Jong                    |
| 1981                            | Assen                           | Lieuwe de Boer                  | Sies Uilkema                    | Jan van de Roemer               |
| 1982                            | Heerenveen                      | Jan Ykema                       | Miel Govaert                    | Lieuwe de Boer                  |
| 1983                            | Utrecht                         | Sies Uilkema                    | Hein Vergeer                    | Hilbert van der Duim            |
| 1984                            | Eindhoven                       | Hein Vergeer                    | Geert Kuiper                    | Ron Ket                         |
| 1985                            | Utrecht                         | Hein Vergeer                    | Geert Kuiper                    | Hilbert van der Duim            |
| 1986                            | Utrecht                         | Geert Kuiper                    | Hein Vergeer                    | Jan Ykema                       |
| 1987                            | Deventer                        | Jan Ykema                       | Geert Kuiper                    | Menno Boelsma                   |
| 1988                            | Alkmaar                         | Jan Ykema                       | Arie Loef                       | Hein Vergeer                    |
| 1989                            | Heerenveen                      | Arie Loef                       | Jan Ykema                       | Tjerk Terpstra                  |
| 1990                            | Assen                           | Tjerk Terpstra                  | Gerjan van de Brink             | Menno Boelsma                   |
| 1991                            | Assen                           | Arie Loef                       | Hans Janssen                    | Gerjan van de Brink             |
| 1992                            | Heerenveen                      | Gerard van Velde                | Jan Jan Brouwer                 | Menno Boelsma                   |
| 1993                            | Utrecht                         | Gerard van Velde                | Arjan Schreuder                 | Marco Groeneveld                |
| 1994                            | Den Haag                        | Nico van der Vlies              | Arie Loef                       | Jakko Jan Leeuwangh             |
| 1995                            | Alkmaar                         | Gerard van Velde                | Jakko Jan Leeuwangh             | Arnold van der Poel             |
| 1996                            | Assen                           | Gerard van Velde                | Jakko Jan Leeuwangh             | Jan Bos                         |
| 1997                            | Groningen                       | Jan Bos                         | Gerard van Velde                | Erben Wennemars                 |
| 1998                            | Groningen                       | Jan Bos                         | Erben Wennemars                 | Ids Postma                      |
| 1999                            | Groningen                       | Jan Bos                         | Jakko Jan Leeuwangh             | Erben Wennemars                 |
| 2000                            | Utrecht                         | Jan Bos                         | Jakko Jan Leeuwangh             | Gerard van Velde                |
| 2001                            | Heerenveen                      | Erben Wennemars                 | Gerard van Velde                | Jeroen Straathof                |
| 2002                            | Groningen                       | Gerard van Velde                | Jan Bos                         | Erben Wennemars                 |
| 2003                            | Groningen                       | Jan Bos                         | Jacques de Koning               | Beorn Nijenhuis                 |
| 2004                            | Utrecht                         | Erben Wennemars                 | Gerard van Velde                | Beorn Nijenhuis                 |
| 2005                            | Groningen                       | Gerard van Velde                | Jan Bos                         | Jacques de Koning               |
| 2006                            | Assen                           | Stefan Groothuis                | Gerard van Velde                | Beorn Nijenhuis                 |
| 2007                            | Groningen                       | Erben Wennemars                 | Jan Bos                         | Beorn Nijenhuis                 |
| 2008                            | Heerenveen                      | Jan Bos                         | Jacques de Koning               | Lars Elgersma                   |
| 2009                            | Groningen                       | Stefan Groothuis                | Erben Wennemars                 | Mark Tuitert                    |
| 2010                            | Groningen                       | Stefan Groothuis                | Mark Tuitert                    | Beorn Nijenhuis                 |
| 2011                            | Heerenveen                      | Stefan Groothuis                | Jan Smeekens                    | Jan Bos                         |
| 2012                            | Heerenveen                      | Stefan Groothuis                | Hein Otterspeer                 | Sjoerd de Vries                 |
| 2013                            | Groningen                       | Stefan Groothuis                | Michel Mulder                   | Hein Otterspeer                 |
| 2014                            | Amsterdam                       | Michel Mulder                   | Hein Otterspeer                 | Kjeld Nuis                      |
| 2015                            | Groningen                       | Hein Otterspeer                 | Michel Mulder                   | Pim Schipper                    |
| 2016                            | Heerenveen                      | Kai Verbij                      | Ronald Mulder                   | Jan Smeekens                    |
| 2017                            | Heerenveen                      | Ronald Mulder                   | Jan Smeekens                    | Pim Schipper                    |
| 2018                            | Heerenveen                      | Dai Dai Ntab                    | Hein Otterspeer                 | Thomas Krol                     |
| 2019                            | Heerenveen                      | Hein Otterspeer                 | Dai Dai Ntab                    | Lennart Velema                  |
| 2020                            | Heerenveen                      | Kjeld Nuis                      | Lennart Velema                  | Gijs Esders                     |
| 2021                            | Heerenveen                      | Hein Otterspeer                 | Kai Verbij                      | Dai Dai Ntab                    |
| 2022                            | Heerenveen                      | Tijmen Snel                     | Janno Botman                    | Serge Yoro                      |
| 2023                            | Heerenveen                      | Hein Otterspeer                 | Merijn Scheperkamp              | Kai Verbij                      |
| 2024                            | Heerenveen                      | Kjeld Nuis                      | Joep Wennemars                  | Merijn Scheperkamp              |
| 2025                            | Heerenveen                      | Jenning de Boo                  | Merijn Scheperkamp              | Tim Prins                       |

## Medailleverdeling
Eindklassement
Schaatsers met ten minste 1 titel op naam (1970 t/m 2025) 
| Naam               | Goud | Zilver | Brons | Totaal |
| ------------------ | ---- | ------ | ----- | ------ |
| Gerard van Velde   | 6    | 4      | 1     | 11     |
| Jan Bos            | 6    | 3      | 2     | 11     |
| Stefan Groothuis   | 6    | 0      | 0     | 6      |
| Hein Otterspeer    | 4    | 3      | 1     | 8      |
| Jan Bazen          | 3    | 3      | 2     | 8      |
| Erben Wennemars    | 3    | 2      | 3     | 8      |
| Jos Valentijn      | 3    | 2      | 1     | 6      |
| Jan Ykema          | 3    | 1      | 1     | 5      |
| Hein Vergeer       | 2    | 2      | 1     | 5      |
| Arie Loef          | 2    | 2      | 0     | 4      |
| Miel Govaert       | 2    | 1      | 0     | 3      |
| Eppie Bleeker      | 2    | 0      | 3     | 5      |
| Kjeld Nuis         | 2    | 0      | 1     | 2      |
| Geert Kuiper       | 1    | 3      | 0     | 4      |
| Lieuwe de Boer     | 1    | 2      | 2     | 5      |
| Michel Mulder      | 1    | 2      | 0     | 3      |
| Sies Uilkema       | 1    | 2      | 0     | 3      |
| Dai Dai N'tab      | 1    | 1      | 1     | 3      |
| Kai Verbij         | 1    | 1      | 1     | 3      |
| Jan van de Roemer  | 1    | 0      | 2     | 3      |
| Tjerk Terpstra     | 1    | 0      | 1     | 2      |
| Jenning de Boo     | 1    | 0      | 0     | 1      |
| Ronald Mulder      | 1    | 0      | 0     | 1      |
| Tijmen Snel        | 1    | 0      | 0     | 1      |
| Nico van der Vlies | 1    | 0      | 0     | 1      |

 België · 
 Canada · 
 China · 
 Duitsland · 
 Finland · 
 Frankrijk · 
 Hongarije · 
 Italië · 
 Japan · 
 Kazachstan · 
 Nederland (mannen) - (vrouwen) · 
 Noorwegen (mannen) - (vrouwen) · 
 Oekraïne · 
 Oostenrijk · 
 Polen · 
 Roemenië · 
 Rusland · 
 Tsjechië · 
 Verenigde Staten · 
 Wit-Rusland · 
 Zuid-Korea · 
 Zweden · 
 Zwitserland